# WASH-740
El informe WASH-740, "Posibilidades y Consecuencias Teoréticas de Accidentes Graves en Grandes Centrales de Energía Nuclear" (también conocido como el "Informe Brookhaven") estimó el daño máximo posible de una fusión del núcleo sin ningún edificio de contención en una central nuclear grande. El informe fue publicado por la Comisión de Energía Atómica de Estados Unidos (en inglés: United States Atomic Energy Commission, USAEC) en el año 1957.
Las conclusiones de este estudio estimaron los posibles efectos de un "accidente creíble máximo" para los reactores nucleares que en ese momento se estaban previendo, estos serían 3.400 muertes, 43.000 heridos y daños a la propiedad por 7 mil millones de dólares. La probabilidad estimada fue 1 en cien mil a 1 en mil millones por año-reactor. Cuando el WASH-740 fue revisado entre 1964 y 1965 para tomar en cuenta los reactores más grandes que estaban siendo diseñados para esa fecha, las nuevas cifras indicaron que podrían haber tanto como 45.000 muertes, 100.000 heridos, y 17 mil millones de dólares en daños a la propiedad.
Sin embargo, los supuestos utilizados fueron poco realistas (incluyendo las peores condiciones meteorológicas, sin edificio de contención, y que la mitad del núcleo del reactor se liberaba a la atmósfera como bolitas de tamaño del orden del micrómetro sin examinar de como esto podría ocurrir). Esto sucedió debido al conservadurismo (estimar el daño máximo posible) y a la necesidad de usar los datos generados por la lluvia radiactiva de las bombas atómicas, que habían sido registrados de estas pruebas (los computadores en el año 1955 eran muy poco capaces de hacer los cálculos para extender los resultados).
Con el tiempo, los modelos y computadores mejoraron las conclusiones de este informe, que fueron reemplazadas por estudios posteriores, primero la del WASH-1400 (1975, El informe Rasmussen), luego el CRAC-II (1982), y más recientemente por el NUREG-1150 (1991). Actualmente todos estos estudios son considerados obsoletos (ver la liberación de responsabilidad del NUREG-1150), y están siendo reemplazados por el estudio State-of-the-Art Reactor Consequence Analyses.

## Nota
- Esta obra contiene una traducción  derivada de «WASH-740» de Wikipedia en inglés, concretamente de esta versión, publicada por sus editores bajo la Licencia de documentación libre de GNU y la Licencia Creative Commons Atribución-CompartirIgual 4.0 Internacional.

- Datos: Q7946744